# Wilhelm Greß
Wilhelm Greß (* 23. März 1885 in Eutingen im Gäu; † 17. Juli 1957 in Stuttgart) war ein deutscher Politiker (NSDAP) und SA-Führer.

## Leben und Wirken
Greß war von Beruf Verwaltungsoberinspektor und trat zum 6. August 1925 der NSDAP bei (Mitgliedsnummer 12.906). Ab 1932, in der 4. und 5. Wahlperiode, vertrat er die NSDAP im Landtag von Württemberg, dem er bis zu dessen Auflösung 1933 angehörte.
Greß kandidierte in seiner Funktion als Gebietsinspektor der NSKOV auf dem Wahlvorschlag der NSDAP auf dem Listenplatz mit der Nummer 296 bei der Wahl zum Deutschen Reichstag am 29. März 1936, zog aber nicht in den nationalsozialistischen Reichstag ein. Er wohnte damals in Stuttgart, Herzogstraße 2.
Am 30. Januar 1942 erfolgte seine Beförderung zum SA-Brigadeführer.